# Dacia Spring
Dacia Spring je električni automobil rumunjske tvrtke Dacije. Predstavljen je 2021. godine.
Po dimenzijama (dugačak 3,73 metra, visok 1,52 metra, a odignut je 15 cm od tla) spada u gradske automobile i SUV podklasu. Cijena s osnovnom opremom Comfort Plus je oko 22.000 € pa je to jedan od najjeftinijih električnih automobila na tržištu. 
Spring je na Autobestu 2022. primio nagradu "The Best Buy Car of Europe in 2022." (prevedeno: Najbolji prodavan automobil u Europi 2022. godine). Denis Le Vot, vodeći šef Dacije, rekao je:
"Od predstavljanja, Dacia Spring velik je uspjeh. Željeli bi se zahvaliti Autobestu za ovu nagradu koja potvrđuje apetit koji naši kupci imaju za naše modele. Dacia Spring čini električne automobile dostupnima svima svojom nevjerojatnom cijenom i atraktivnim izgledom. Ukratko, sa Springom Dacia demokratizira električnu mobilnost."[nedostaje izvor]
Spring pokreće elektromotor od 45 KS (snaga kao u Yugu 45) s 125 Nm. Litij-ionska baterija kapaciteta od 27,4 kWh nudi pristojan doseg od 230 km (prema tvrdnjama proizvođača). Brzi punjač za 56 minuta digne kapacitet baterije na 80 % (za razliku od kućnoga koji to obavi za 13,5 sati). Za 6 s uhvati 50 km/h, a najveća je brzina tek 125 km/h. Osnovna oprema Comfort Plus (slabije opremljen paket Comfort se kratko nudio kao osnovna oprema) sadržava infotaiment TFT zaslon od 3,5 inča na kojem se prikazuju instrumenti, ručnu (umjesto električne) kočnice, automatski (bezstupanjski) mjenjač, klimu, (prednja) dnevna LED svjetla, maglenke, stražnje parking-senzore i kameru te krovne nosače. Priključnk za punjenje baterije nalazi se iza značke na prednjoj maski.